# Russell Brand
Russell Edward Brand (ur. 4 czerwca 1975 w Grays) – angielski komik, aktor i felietonista, prezenter radiowy i telewizyjny, pisarz.

## Życiorys

### Wczesne lata
Urodził się w Grays w hrabstwie Essex jako jedyne dziecko sekretarki Barbary Elizabeth (z domu Nichols) i fotografa Ronalda Henry’ego Branda. Miał sześć miesięcy, gdy jego rodzice rozwiedli się. Miał całkiem odizolowane i samotne dzieciństwo. W wieku piętnastu lat wziął udział w szkolnym widowisku Bugsy Malone jako Gruby Sam, a jego występy przyniosły mu w prywatnej szkole Italia Conti Academy w Londynie trzyletnie stypendium z centrum dramatycznego w londyńskim Chalk Farm, gdzie występował jako kabareciarz w pubach. Został wydalony zarówno z Italia Conti Academy of Theatre Arts, jak i Drama Centre London za destrukcyjne zachowanie. Krótko pracował jako listonosz.

### Kariera
W 2000 dotarł do prestiżowego konkursu Hackney Empire New Act of Year i chociaż nie zdobył czołowego miejsca w pierwszej trójce, został dostrzeżony przez Malcolma Haya z magazynu „Time Out”" i przyciągnął uwagę agenta, Johna Noela. Sukces podczas Międzynarodowego Festiwalu w Edynburgu poprowadził go do występu w finale programu So You Think You’re Funny?. Odkryty przez MTV, prowadził własną listę przebojów oraz sztandarowy program Select. W programie U.K. Play przełamywał tematy tabu, prowadził niedzielny program telewizji XFM, pojawił się w telewizyjnej adaptacji Channel 4 Białe zęby (White Teeth, 2002) jako Merlin oraz tworzył i prowadził program The Russell Brand Show, a następnie show Królowie komedii (Kings of Comedy, 2004) i Big Brother (2004-2007). Zadebiutował na kinowym ekranie w komedii romantycznej fantasy Penelope (2006) u boku Christiny Ricci, Jamesa McAvoy i Reese Witherspoon.
Magazyn „GQ” nazwał go najbardziej stylowym mężczyzną w Wielkiej Brytanii w 2006 i najmniej stylowym mężczyzną w 2007. W 2006 i 2007 People for the Ethical Treatment of Animals uznała go za najseksowniejszego wegetarianina w Europie. W 2007 napisał najlepiej sprzedającą się autobiografię zatytułowaną My Booky Wook, w której szczegółowo opisuje niespokojne dzieciństwo i walkę z nałogami. Za swój program Channel 4 Russell Brand’s Ponderland (2007–2009) był nominowany do Nagrody Telewizyjnej Akademii Brytyjskiej w kategorii najlepszy program komediowy. W 2010 wydana została druga część autobiografii Booky Wook 2: This Time It’s Personal. Za rolę legendy rocka, skandalisty Aldousa Snowa w komedii Idol z piekła rodem (Get Him to the Greek, 2010) zdobył nominację do MTV Movie Award za najlepszy występ komediowy i Teen Choice Awards w trzech kategoriach: najlepszy aktor w filmie komediowym, najlepsza filmowa walka i najlepsza scena pocałunku z Jonah Hillem. Tytułowa rola spadkobiercy olbrzymiej fortuny w komedii romantycznej Arthur (2011) przyniosła mu nominację do Złotej Maliny dla najgorszego aktora.
Stał się aktywnym patronem Focus 12, organizacji charytatywnej pomagającej ludziom radzić sobie ze wszystkimi aspektami uzależnienia. Otrzymał groźby śmierci po kilku kontrowersyjnych komentarzach podczas organizowania MTV Video Music Awards 2008. Nagrał dwie piosenki podczas ceremonii zamknięcia Igrzysk Olimpijskich 2012 w Londynie.
W 2021 wystąpił na londyńskiej scenie w monodramie Nasze małe życia: Szekspir i ja (Our Little Lives: Shakespeare and Me).
Był na okładkach magazynów takich jak „Rolling Stone” (w czerwcu 2010), „Glamour” (w lutym 2011), „Popcorn” (w lutym 2011), „US Weekly” (w styczniu 2012), „Esquire” (w lutym 2013), „GQ” (w październiku 2013), „London Evening Standard” (w październiku 2016) i „NME” (w maju 2017).

## Życie prywatne
W przeszłości był uzależniony od heroiny i alkoholu. Miał liczne problemy z prawem; był aresztowany 11 razy. Został wegetarianinem kiedy miał 13 lat. Cierpiał na depresję i bulimię. Swoje zmagania z uzależnieniami, zakończone sukcesem, opisał, w przetłumaczonej na język polski, książce "Regeneracja" (wyd. Wydawnictwo KROKI). Założył w Londynie i finansuje kawiarnię, prowadzoną przez osoby, które wyszły z uzależnień.
Spotykał się z Kate Moss (2006), Georginą Baillie (2006), Courtney Love (2006), Imogen Thomas (2007), Holly Madison (2009), Isabellą Brewster (w lipcu 2012) i Geri Halliwell (w sierpniu 2012). 23 października 2010 w egzotycznym kurorcie Aman-I-Khas w Jaipur w stanie Radżastan w Indiach poślubił amerykańską piosenkarkę pop Katy Perry. W 2012 rozwiódł się. W 2015 związał się z Laurą Gallacher. Wzięli ślub 26 sierpnia 2017 w Henley-on-Thames. Mają córkę Mabel (ur. 2016).

## Filmografia

### Filmy fabularne
- 2007: Dziewczyny z St. Trinian (St. Trinian's) jako Flash Harry
- 2008: Penelope jako Sam
- 2008: Opowieści na dobranoc (Bedtime Stories) jako Mickey
- 2008: Chłopaki też płaczą (Forgetting Sarah Marshall) jako Aldous Snow
- 2010: Jak ukraść księżyc jako Dr. Nefario
- 2010: Idol z piekła rodem (Get Him To The Greek) jako Aldous Snow
- 2011: Arthur jako Arthur
- 2012: Katy Perry: Part of Me jako on sam
- 2012: Rock of Ages jako Lonny Barnett
- 2013: Minionki rozrabiają (Despicable Me 2) jako dr Nefario
- 2013: Paradise (Lamb of God) jako William
- 2014: A Royal Hangover (film dokumentalny) w roli samego siebie
- 2015: The Emperor's New Clothes w roli samego siebie
- 2016: Army of One jako Bóg
- 2016: Trolle (Trolls) jako Creek (głos)

### Filmy TV
- 2002: Cruise with Gods jako Woolly Hat Fan Woolly Hat Fan
- 2002: Białe zęby (White Teeth) jako Merlin
- 2004: A Christmas Bear's Tail jako pan Wolf
- 2007: The Abbey jako Terry

### Seriale TV
- 1994: Bill (The Bill) jako Billy Case
- 1994: Mud jako Shane
- 2004: Comedy Lab
- 2005: Błogosławiony (Blessed) jako Tommy
- 2007: Cold Blood jako Ally Parkins
- 2010: Big Time Rush sezon 2, odcinek: Big Time Beach Party jako on sam

### Filmy krótkometrażowe
- 2001: A Brief History of Cuba in D Minor – dubbing

### Stand-up DVD
- Live (20 listopada 2006)
- Doing Life – Live (26 listopada 2007)
- Scandalous – Live At The O2 (9 listopada 2009)
- Live in New York City (21 listopada 2011)
- Messiah Complex (25 listopada 2013)

## Publikacje
- Russell Brand: My Booky Wook. Hodder & Stoughton, 2007. ISBN 978-0-340-93615-3. Brak numerów stron w książce
- Russell Brand: Irons in the Fire. Hodder & Stoughton, 2007. ISBN 978-0-340-96136-0. Brak numerów stron w książce
- Russell Brand: Articles Of Faith. HarperCollins, 2008. ISBN 978-0-00-729881-5. Brak numerów stron w książce
- Russell Brand: Booky Wook 2: This Time It’s Personal. HarperCollins, 2010. ISBN 978-0-00-729882-2. Brak numerów stron w książce
- Russell Brand: Revolution. Ballantine, 2014. ISBN 978-1-10-188291-7. Brak numerów stron w książce
- Russell Brand: The Pied Piper of Hamelin: Russell Brand’s Trickster Tales. Simon & Schuster/Atria, 2014. ISBN 978-1476791890. Brak numerów stron w książce
- Dave Stone: Russell Brand: Mad, Bad and Dangerous to Know. John Blake Publishing, 2007. ISBN 978-1-84454-396-0. Brak numerów stron w książce
- Tanith Carey: Russell Brand. Michael O’Mara Books, 2007. ISBN 978-1-84317-240-6. Brak numerów stron w książce
- Russell Brand: Recovery: Freedom from Our Addictions. Picador ( Macmillan), 2018. ISBN 978-1250182456. Brak numerów stron w książce